# Birma na Letnich Igrzyskach Olimpijskich 1964
Birmę na Letnich Igrzyskach Olimpijskich 1964 reprezentowało 11 zawodników, byli to sami mężczyźni.

## Skład kadry

### Boks
- Bawa Maung
  - Waga musza – 17. miejsce

- Thein Myint
  - Waga kogucia – 17. miejsce

- Tin Tun
  - Waga piórkowa – 9. miejsce

### Lekkoatletyka
- Thin Sumbwegam
  - Maraton – 35. miejsce

- Maung Rajan
  - Chód na 50 km – nie ukończył

### Pływanie
- Tin Maung Ni
  - 400 m stylem dowolnym – 37. miejsce
  - 1500 m stylem dowolnym – 17. miejsce

### Podnoszenie ciężarów
- Chit Mya
  - Waga kogucia – 16. miejsce

- Mya Thein
  - Waga lekka – 13. miejsce

- Pe Aye
  - Waga średnia – 15. miejsce

### Strzelectwo
- Kyaw Shein
  - Karabin małokalibrowy leżąc 50 m – 50. miejsce

- Kyaw Aye
  - Karabin małokalibrowy leżąc 50 m – 55. miejsce